# مانتیجنانا
مانتیجنانا (به ایتالیایی: Mantignana) یک منطقهٔ مسکونی در ایتالیا است که در اومبریا واقع شده‌است. مانتیجنانا ۱٬۲۳۷ نفر جمعیت دارد و ۲۵۲ متر بالاتر از سطح دریا واقع شده‌است.